# كوستا فاشينوزا
كوستا فاشينوزا (بالإنجليزية: Costa Fascinosa)‏ هي سفينة سياحية تديرها شركة كوستا للرحلات البحرية، تم بنائها في أحواض شركة فينكانتييري ودخلت الخدمة في عام 2012.